# Daiana Mascanzoni
Daiana Mascanzoni (Bussolengo, 26 giugno 1993) è una calciatrice italiana, centrocampista o attaccante del Trento CF.
È sorella minore di Debora, anch'essa calciatrice di ruolo centrocampista con cui ha condiviso la maglia del Valpolicella, poi ChievoVerona Valpo, dalla stagione 2015-16 alla stagione 2018-19.

## Palmarès
- Campionato italiano di Serie B: 1

Valpolicella: 2016-2017